# Демар, Арно
Арно Демар (фр. Arnaud Démare, род. 26 августа 1991 в Бове, Франция) — французский профессиональный шоссейный велогонщик. Чемпион мира до 23 лет в групповой гонке 2011 года. Участник Летних Олимпийских игр 2012 года. Чемпион Франции в групповой гонке 2014 и 2017 года.

## Победы
| 2009 - Чемпионат Европы среди юниоров в индивидуальной гонке на время — 3-е место 2011 - Чемпион мира до 23 лет в групповой гонке 2012 - Ваттенфаль Классик - Ле Самын - Гран-при Шоле — Земель Луары - Тур Катара — этап 6 - Рут-дю-Сюд — этап 2 - Три дня Западной Фландрии — этап 2 и очковая классификация 2013 - Четыре дня Дюнкерка — этапы 1, 2, 3, генеральная, очковая и молодёжная классификации - Гран-при Денена - Лондон — Суррей Классик - Гран-при Исберга - Тур Швейцарии — этап 4 - Энеко Тур — этап 2 | 2014 - Тур Катара — этап 6 - Четыре дня Дюнкерка — этапы 2, 3, генеральная, очковая и молодёжная классификации - Тур Пикардии — этапы 1, 2, генеральная и очковая классификации - Халле — Ингойгем - Чемпион Франции в групповой гонке - Халле — Ингойгем - Чемпионат Фландрии - Гран-при Исберга - Тур де Еврометрополь — этапы 1, 2, 4, генеральная, очковая и молодёжная классификации 2015 - Тур Бельгии — этап 2 и 3 2016 - Милан — Сан-Ремо - Тур Средиземноморья — этап 1(ТТТ) и 2 - Париж — Ницца — этап 1 2017 - Этуаль де Бессеж - этапы 1, 4 - Париж — Ницца- этап 1 - Гран-при Денена - Четыре дня Дюнкерка- этап 2 - Критериум Дофине - этап 2, очковая классификация - Халле — Ингойгем - Чемпион Франции в групповой гонке - Тур де Франс - этап 4 |

## Статистика выступлений наГранд Турах
| Гранд Тур | 2012 | 2013 | 2014 | 2015 | 2016 | 2017 |
| --------- | ---- | ---- | ---- | ---- | ---- | ---- |
| Джиро     | сход | -    | -    | -    | сход | -    |
| Тур       | -    | -    | 159  | 138  | -    | НФ   |
| Вуэльта   | -    | -    | -    | -    | -    | -    |